# (3207) Spinrad
(3207) Spinrad (1981 EY25) – planetoida z pasa głównego asteroid okrążająca Słońce w ciągu 4,97 lat w średniej odległości 2,91 au. Odkryta 2 marca 1981 roku.